# キム・ナムヒ
キム・ナムヒ（朝: 김남희、1986年5月25日 - ）は、韓国の俳優。newwayカンパニー所属。「キム・ナミ」と表記されることもある。

## 出演

### ドラマ
- トッケビ〜君がくれた愛しい日々〜（2016年、tvN） - 過労死の医者 役
- 復讐のカルテット（2017年、SBS） - チェ・ヨンフン / チェ・ジフン 役
- ミスター・サンシャイン（2018年、tvN） - 森隆史 役
- 春が来るのかな、春（2019年、MBC） - ホ・ボムイル 役
- 恋愛ワードを入力してください〜Search WWW〜（2019年、tvN） - ピョ・ジュンス 役
- その男の記憶法（2020年、MBC） - ドラマ監督 役 ※特別出演
- Sweet Home〜俺と世界の絶望〜（2020年、Netflix） - チョン・ジェホン 役
- 大丈夫じゃない大人たち〜オフィス・サバイバル〜（2021年、MBC）- シン・ハンス 役
- このエリアのクレイジーX（2021年、KakaoTV,Netflix）- イ・ソノ 役
- ハイクラス～偽りの楽園～（2022年、tvN）- アン・ジヨン 役
- 二十五、二十一（2022年、tvN） - 携帯電話代理店の店主 役 ※第16話のみ特別出演
- グリッチ ー青い閃光の記憶ー（2022年、Netflix）- マ・ヒョンウ 役
- 法に則って愛せ（2022年、KBS2）-パク・ウジン 役
- 財閥家の末息子（2022年、JTBC）-チン・ソンジュン 役

### 映画
- ヤリたいことだらけ（2014年） - テピョン 役
- どこへ行きたいのですか（2023年）

## 受賞歴
- 第26回 韓国文化芸能大賞 - ドラマ助演賞（2018年、『ミスター・サンシャイン』）